# Товариство прихильників дослідження фортець та палаців

Товариство прихильників дослідження фортець і палаців — громадська організація, розташована у Львові, створена видатним українським вченим, директором Львівського історичного архіву, доктором історичних наук, професором Мацюком Орестом Ярославовичем з метою збереження визначних пам'яток української архітектури, в тому числі оборонного характеру. Орест Ярославович до моменту своєї смерті у 1999 році виконував функції Голови Товариства.
З 1999 року по 2004 рік Головою Товариства був Рожко Михайло Федорович, дослідник оборонної архітектури, науковий співпрацівник відділу карпатознавства Інституту народознавства Національної академії наук України.
Віце-президентом Товариства на теперішній час є Бевз Микола Валентинович, доктор архітектури, професор, завідувач кафедри реставрації та реконструкції архітектурних комплексів, Інституту архітектури, Національного університету «Львівська політехніка»

## Члени Товариства
- історик Володимир Пшик, з 2005 р. є Головою Товариства
- археолог Михайло Рожко, дослідник оборонної архітектури
- художник Микола Козурак,
- фотограф Володимир Ольхом'як,
- краєзнавець Ярослав Польовий,
- професор Огірко Ігор Васильович
- письменник Роман Коритко[3],
- архітектор Микола Гайда[4]

## Діяльність
13 травня 2004 року у Львівській галереї мистецтв з ініціативи Товариства була відкрита унікальна виставка «Оборонні споруди Волині, Галичини, Закарпаття та Поділля» — графіка, фотографії, проекти реставрації, макети, а також архівні документи, за якими можна було скласти уявлення про майже 150 фортифікаційних пам'яток, які мали відношення до України від часів Галицько-Волинського князівства.
20 лютого 2007 року, спільно з Українським комітетом Міжнародної ради з питань пам'яток і визначних місць (ICOMOS), кафедрою реставрації і реконструкції архітектурних комплексів НУ «Львівська політехніка», а також один із університетів (США) був проведений міжнародний науковий семінар, присвячений проблемам дослідження і збереження історичних фортифікацій і полів битв. 
Товариство брало участь у експедиціях, метою яких було обстеження пам'яток, що збереглися, наприклад, на Рогатинщині.

## Публікації
- Володимир Пшик. Укріплені міста, замки, оборонні двори та інкастельовані сакральні споруди Львівщини XIII — XVIII ст. (Каталог-інформатор). Товариство прихильників фортець і палаців. Карпатська фундація.- Львів, 2008.- 240с.